# Filipe Oliveira
Filipe Vilaça Oliveira (Braga, 27 de Maio de 1984) é um futebolista português, que joga habitualmente como médio.
Em Junho de 2008 assinou pelo Sporting Clube de Braga por duas épocas.